# Dantes boot
Dantes boot (Frans: La Barque de Dante) is een schilderij van Eugène Delacroix uit 1822. Het staat ook bekend als Dante en Vergilius in de hel (Dante et Virgile aux enfers) en is het eerste grote werk van de schilder. Sinds 1874 maakt het deel uit van de collectie van het Louvre.

## Voorstelling
Op het schilderij zijn de dichters Dante Alighieri en Vergilius in een boot te zien, terwijl ze door de veerman Phlegias over de moerassige rivier de Styx worden gebracht om het helse Dis te bereiken. Links op de achtergrond zijn de vurige contouren van deze stad te zien. Dante draagt een rode camauro en steekt zijn rechterhand omhoog. Met zijn andere hand pakt hij de rechterhand vast van Vergilius, die een bruine tuniek draagt. Afgaande op hun gezichtsuitdrukkingen lijken ze beiden erg onder de indruk van wat ze zien. 
In het water drijven talloze menselijke lichamen. Enkele verdoemden, waaronder een vrouw, proberen in de boot te komen. Een heeft zich aan de achtersteven vastgeklampt, een ander, met wrede rode ogen, probeert het linkerbeen van de veerman vast te pakken. Dante schrijft in zijn Divina Commedia dat hij in de verdoemden enkele Florentijnen herkende met wie hij vóór zijn ballingschap in conflict was geweest.
De compositie van het schilderij doet denken aan het beroemde Vlot van de Medusa van Théodore Géricault. Net als Géricault laat Delacroix de kwelling van de mensheid op weg naar de afgrond zien. De piramidevormige compositie van de figuren en de sombere sfeer van het landschap zijn kenmerkend voor de romantiek en keren in verschillende werken van Delacroix terug. In zijn weergave van de figuren citeert Delacroix Michelangelo's beeldhouwstijl. De voorstelling van de veerman is een toespeling op de Torso van Belvedere, een antiek beeldhouwwerk van Apollonius van Athene. De grimmige man met rode ogen die probeert in de boot te klimmen, is gebaseerd op een tekening van de beeldhouwer John Flaxman die werd gebruikt ter illustratie van een editie van de Divina Commedia in 1822.
Kleur speelt een belangrijke rol in het werk van Delacroix. Dit komt goed tot uitdrukking in de waterdruppels op de lichamen van de verdoemden. Ze zijn geschilderd op een manier die tot het begin van de negentiende eeuw zelden werd gezien: vier verschillende, ongemengde pigmenten, in afzonderlijk aangebrachte hoeveelheden, vormen het beeld van een druppel en zijn schaduw. Delacroix deed hiervoor inspiratie op bij een schilderij van Peter Paul Rubens. Lee Johnson merkt bij de bespreking van deze druppels op dat "het analytische principe [dat Delacroix] toepast om een voorwerp dat voor het gemiddelde oog monochroom of kleurloos zou lijken, in zuiver gekleurde componenten te verdelen, van verstrekkende betekenis is voor de toekomst."

## Geschiedenis
In 1821 was Delacroix nog een onbekende schilder en zat hij zwaar in de schulden. Hij probeerde rond te komen door historische schilderijen te maken, die destijds populair waren. Hij overwoog een werk te maken over de Griekse vrijheidsstrijd, maar zou dit pas in 1824 voltooien (Het bloedbad van Chios). Voor de Salon van 1822 besloot hij een literair thema uit te werken: Dantes Divina Commedia. Ter voorbereiding maakte Delacroix verschillende tekeningen en studies die de cantos uit Dantes Inferno illustreerden. Vanaf januari 1822 werkte hij intensief aan zijn schilderij, waarvoor hij een goed bedrag hoopte te krijgen.
Dantes boot was het eerste schilderij van Delacroix met zo'n groot formaat. Andere kunstenaars die zich door de Divina Commedia lieten inspireren, kozen voor kleine werken. Alleen historiestukken werden op groot formaat gemaakt om hun waardigheid te onderstrepen. De kunstenaar koos voor Dante omdat zijn Inferno een gelegenheid bood om een dramatische scene op het doek te zetten, wat aansloot bij zijn romantische opvatting. De jury keurde het werk uiteindelijk goed en het werd tentoongesteld op de Salon. Graaf Auguste de Forbin, directeur van het Louvre, betaalde 2.000 frank voor het schilderij, hoewel Delacroix 2.400 frank vroeg, en bracht het schilderij naar het Musée du Luxembourg. In 1874 werd het verplaatst naar het Louvre. 
Dantes boot riep gemengde reacties op, van bewondering tot volslagen afwijzing. De historicus Adolphe Thiers was enthousiast over het schilderij en schreef: “De aanblik van dit schilderij herinnert mij aan ik weet niet welke grote meesters; Ik vind er die wilde, brandende en toch natuurlijke kracht in die moeiteloos haar eigen impulsen volgt. Ik denk niet dat ik mij vergis: Delacroix heeft de gave van het genie ontvangen.” Delacroix had een grote invloed op de volgende generaties kunstenaars. Zo maakten Anselm Feuerbach, Édouard Manet en Paul Cézanne kopieën van Dantes boot. 

## Afbeeldingen

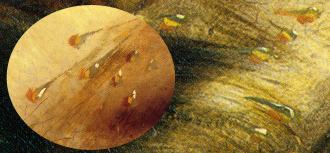
Detail, waterdruppels
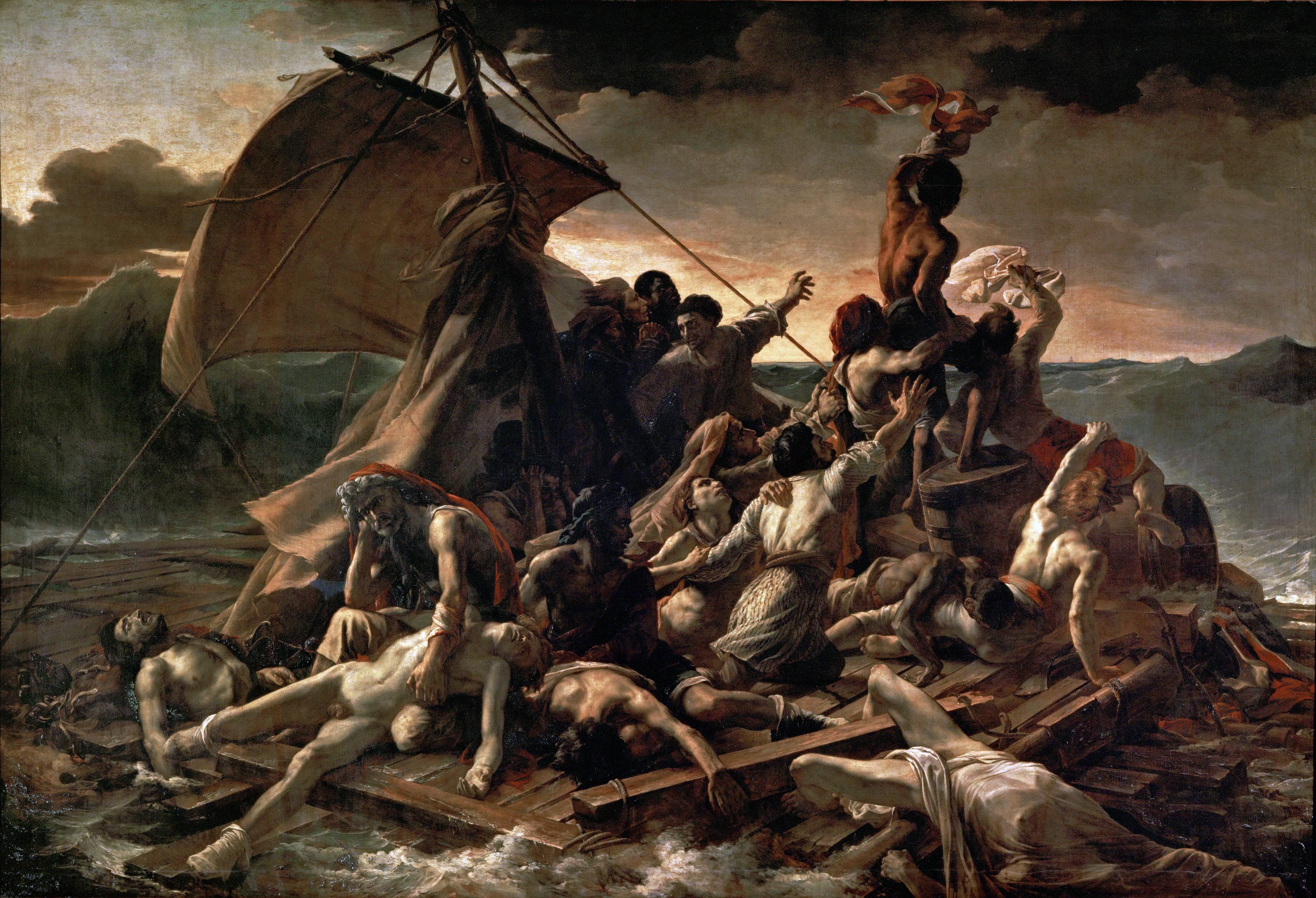
Het vlot van de Medusa - Théodore Géricault
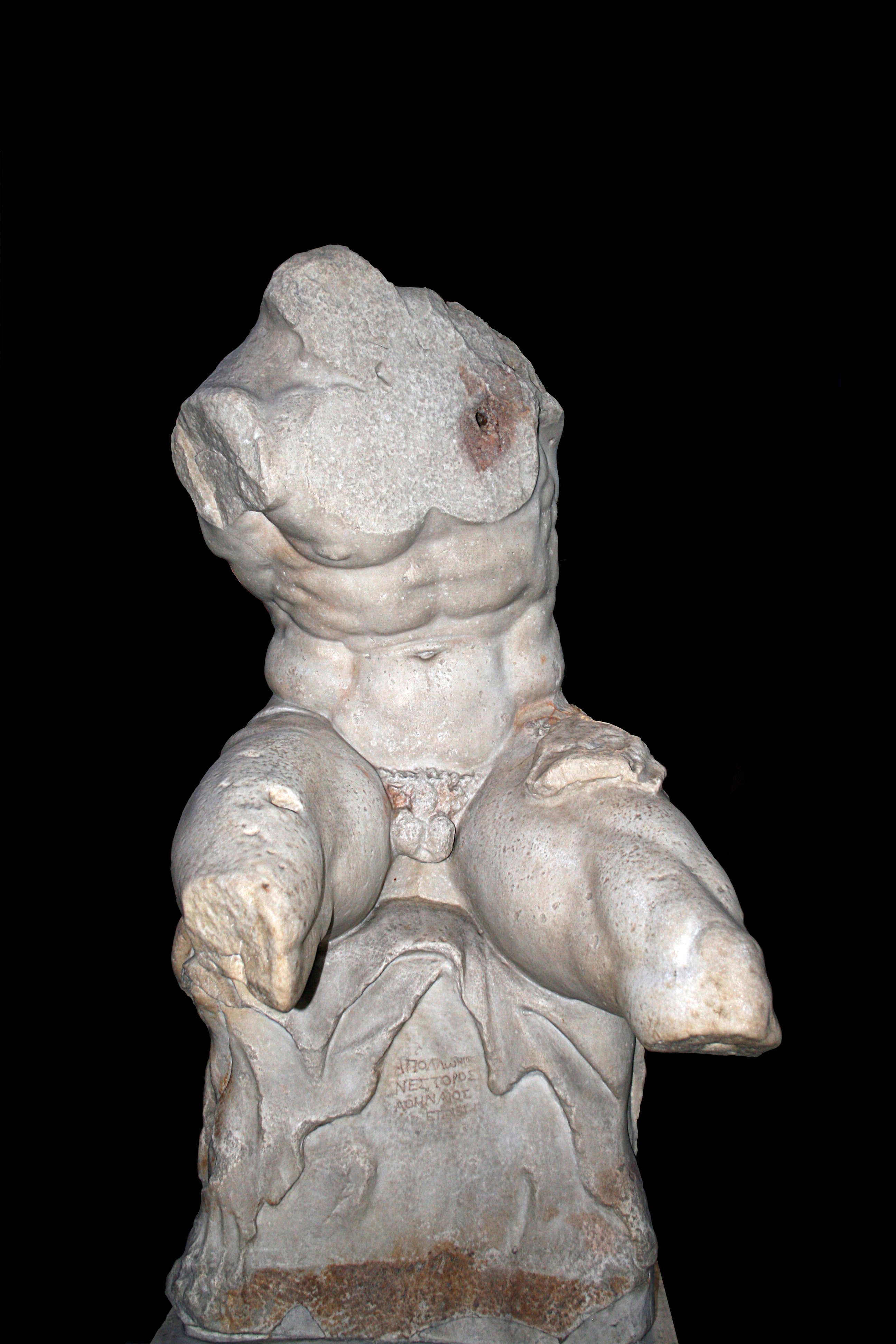
Torso van Belvedere
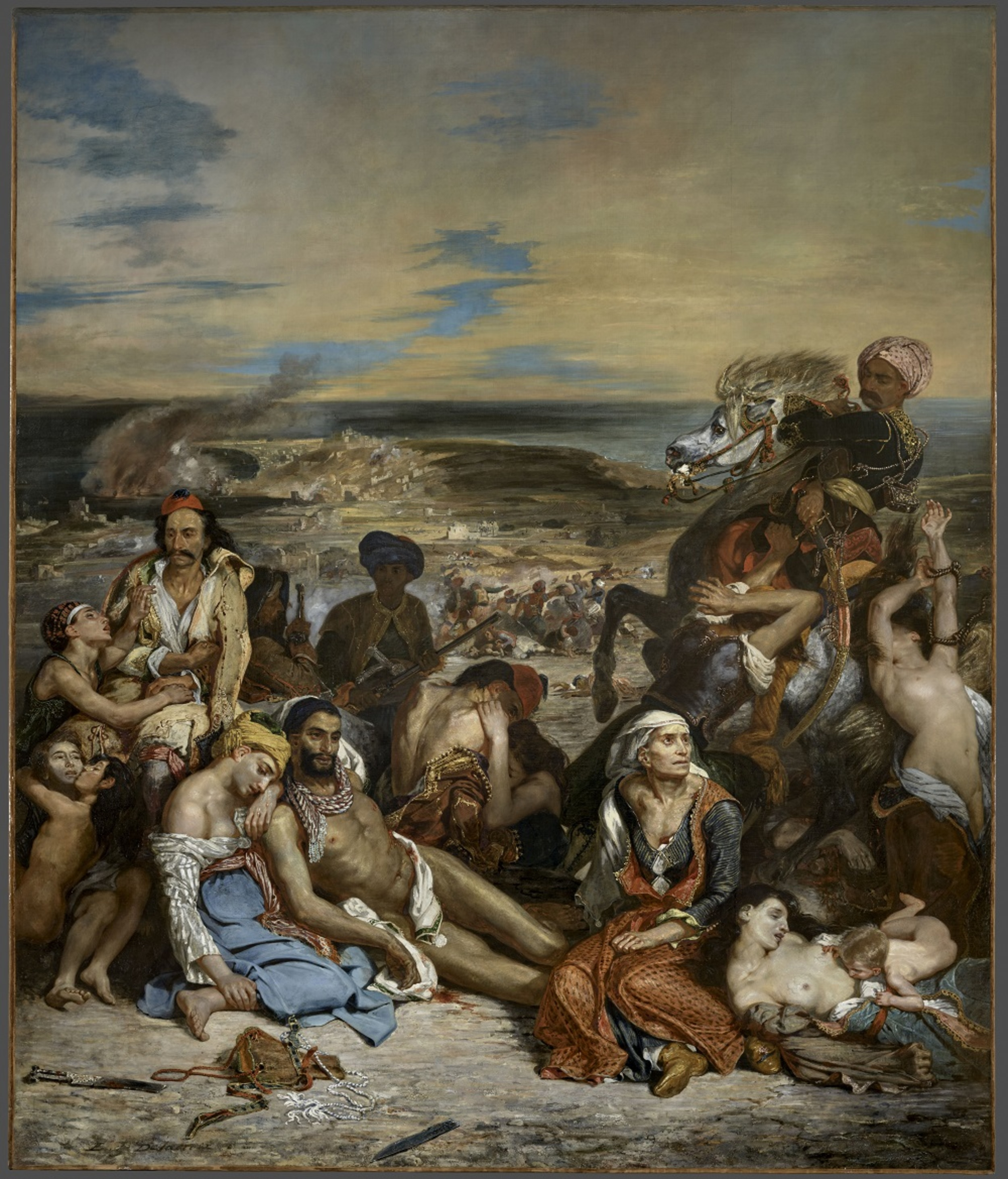
Het bloedbad van Chios (1824)
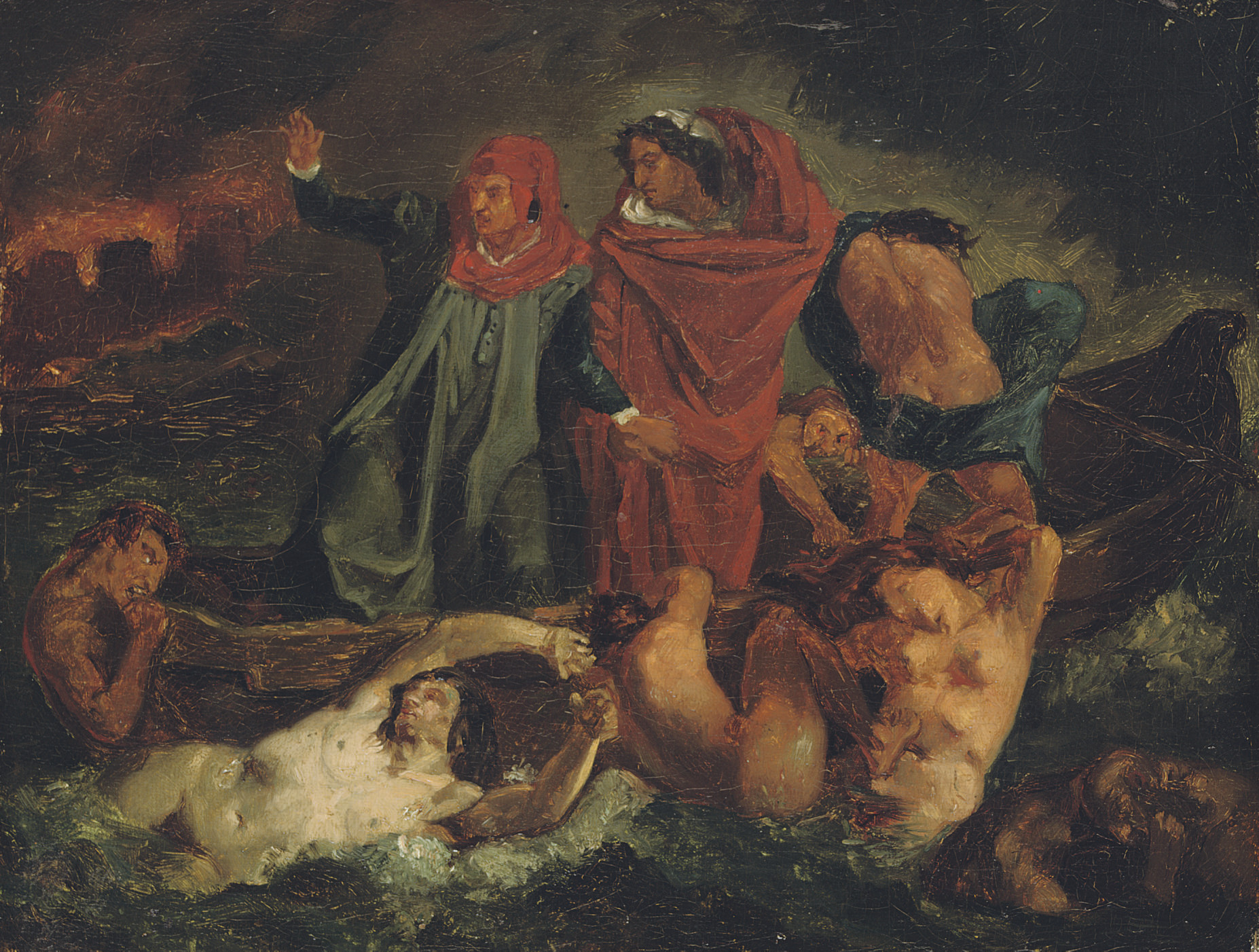
Kopie van Anselm Feuerbach
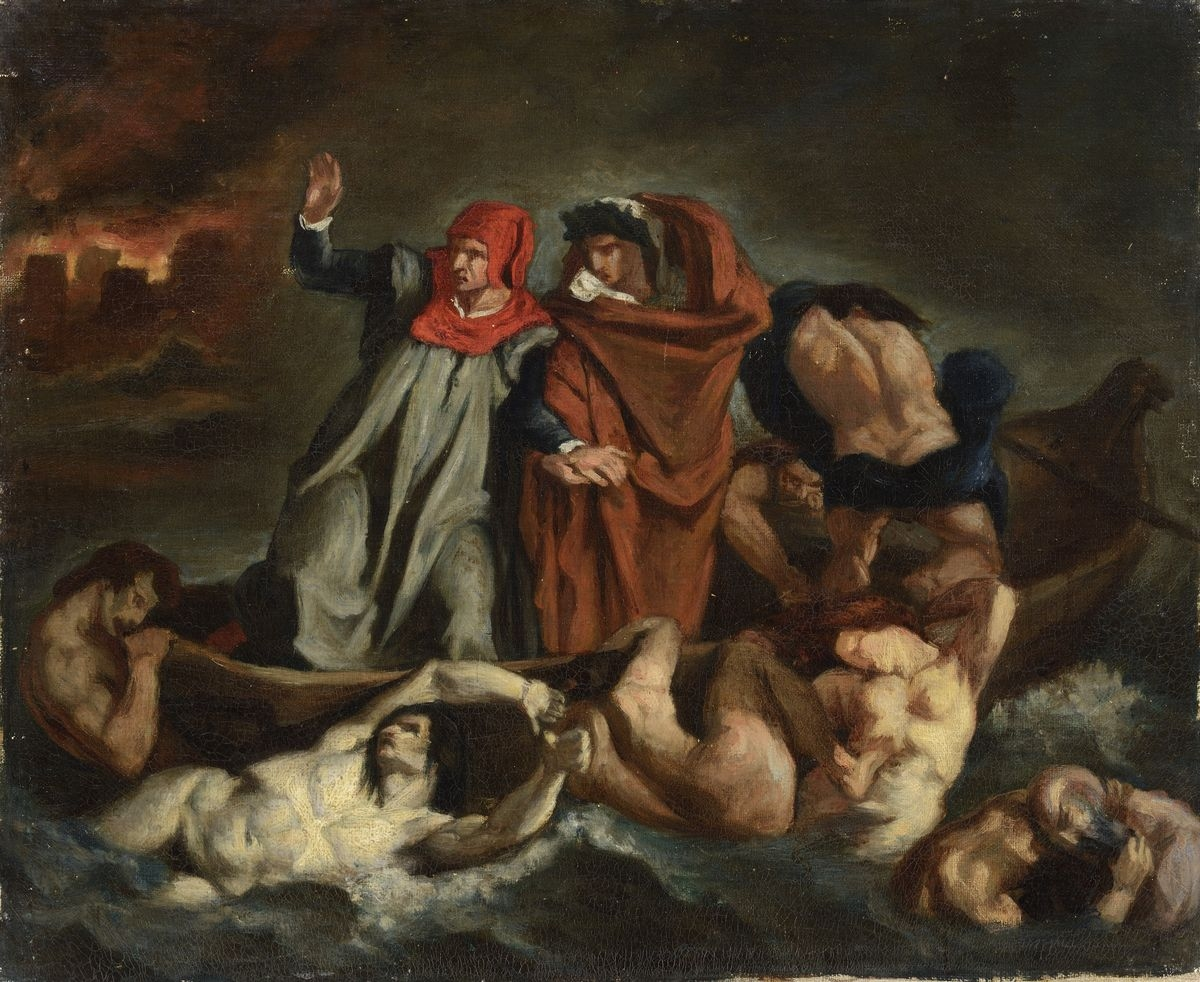
Kopie van Édouard Manet